# Mercedes-Benz CLR
Mercedes-Benz CLR é um protótipo de Le Mans construído pela Mercedes-Benz para as 24 Horas de Le Mans 1999, se tornando famoso por seus "backflips" durante os dias do evento, no qual os protótipos levantaram voo por baixa carga aerodinâmica.

## História
Em abril de 1999 a Mercedes lançou a Mercedes CLR como o sucessora da Mercedes-Benz CLK-LM  para o campeonato da FIA GT  que depois tomariam parte nas próximas 24 Horas de Le Mans. Com  milhares de quilômetros de testes em pistas de corridas, como Homestead e Hockenheim, a Mercedes sentiu que o seu novo protótipo estava rápido o suficiente para vencer a corrida, apesar do curto período de tempo gasto em testes de túnel de vento.
Três carros foram inscritos, numerados  #4, #5 e #6, cada um dirigido por um alemão (Bernd Schneider, Nick Heidfeld e Marcel Tiemann), um francês (Franck Lagorce, Jean-Marc Gounon e Christophe Bouchut) e, por fim, um piloto que falasse inglês (o autraliano Mark Webber, o Inglês Peter Dumbreck e o português Pedro Lamy), de forma a permitir uma comunicação eficiente. No entanto, o veículo 4 de Mark Webber  levantou voo, na curva de Indianápolis durante a noite na quinta sessão de qualificação, para as 24h de Le Mans. O carro foi reconstruído a partir do zero na sexta-feira, modificado para obter um maior downforce na frente, e entrou no warm-up da manhã de sábado. Mais uma vez, o carro de Mark Webber levantou voo, desta vez sendo presenciado pelos fotógrafos. Felizmente, nem Webber nem ninguém ficou ferido em qualquer ocasião.
Apesar do segundo incidente e das lembranças do acidente das 24 Horas de Le Mans 1955, em que uma Mercedez-Benz levantou voo em direção a plateia vitimando muitas pessoas, Norbert Haug decidiu ir em frente e colocou os outros dois carros no período da tarde, sendo que Norbert recomendou aos demais pilotos das 2 CLR, que tentassem evitar pegar o vácuo dos demais carros.
Norbert pensou que tinha resolvido o problema por completo, porém no dia da competição, a CLR  #5  de Peter Dumbreck ao pegar o vácuo de um Toyota GT-One, levantou voo e caiu em direção entre as arvores e o guarda rails, duas curvas antes da curva Indianapolis, sendo desta vez noticiado pela televisão de todo mundo. A multidão nas arquibancadas estava aterrorizada, vendo as fotos no telão, sem ouvir qualquer comentário por um longo tempo. Nenhum dano foi sustentado neste incidente. A corrida continuou sob condições de bandeira amarela. Por segurança, o veiculo restante, o CLR #6, dirigido por Bernd Schneider, foi imediatamente retirada da corrida.

## Ligações Externas
- Mercedes-Benz CLR
- Mercedes CLR Flip at Le Mans
- Mercedes CLK & CLR